# Gaëtan Dussausaye
Gaëtan Dussausaye, né le 5 avril 1994 à Brétigny-sur-Orge (Essonne), est un homme politique français.
De 2014 à 2018, il est président du Front national de la jeunesse (FNJ). Il occupe par ailleurs différentes fonctions au sein du Front national (FN), devenu Rassemblement national (RN). À partir de 2021, il est élu conseiller régional d'Île-de-France.
Élu député européen en juin 2024 sur la liste du RN, il n'exerce pas ce mandat : il préfère celui de député de la deuxième circonscription des Vosges, qu'il obtient à la suite des élections législatives du mois suivant.

## Biographie

### Situation personnelle
Gaëtan Dussausaye naît le 5 avril 1994 à Brétigny-sur-Orge (Essonne). Il grandit au Plessis-Pâté avec une mère infirmière, un père directeur marketing dans une grande entreprise française, deux frères et une sœur. Ses parents ne sont pas politisés et n'ont jamais voté pour le FN.
En 2011, il obtient un baccalauréat littéraire, mention bien. Durant ses années de lycée, il dirige un groupe de « metal festif », les Bursting Creepy. Il dit commencer à s'intéresser à la politique après avoir observé des discriminations entre élèves au collège et au lycée,.
Il étudie à l'université Paris-I, où il obtient une licence en philosophie et lettres modernes. Ayant entamé un master de philosophie, il abandonne ses études après son accession à la présidence du FNJ.
Alors président du FNJ, il participe à la création de la Cocarde étudiante en 2015 aux côtés d'Alexandre Loubet, président de Debout les Jeunes.

### Au Front national / Rassemblement national
Après un bref passage au sein de cercle de mémoire en l'honneur du général de Gaulle dans l'Essonne, il rejoint le Front national en 2011 : sa mère exige alors qu’il milite à Paris, loin du village familial. Il est successivement responsable adjoint du FNJ de Paris et secrétaire départemental-Jeune de Paris.
Le 8 octobre 2014, Marine Le Pen le nomme directeur national du Front national de la jeunesse,. Il bénéficie notamment du soutien de Wallerand de Saint-Just et succède à Julien Rochedy « qui peinait à faire consensus ».
À l'occasion du congrès du FN de novembre 2014, il intègre le comité central (nommé par Marine Le Pen) et le bureau politique. Il est permanent salarié au siège du FN à Nanterre.
À partir de 2018, il est délégué national adjoint du RN pour les études et la communication.
En janvier 2021, il devient le directeur départemental du Rassemblement national dans le Val-de-Marne.

### Candidatures électorales
Gaëtan Dussausaye se présente aux élections municipales de 2014 dans le 11e arrondissement de Paris et réalise un score de 5,5 % des voix au premier tour. En 2015, formant un binôme avec Lydie Degrelle-Kerloch aux élections départementales dans le canton de Brétigny-sur-Orge, il est éliminé au premier tour avec 25,4 % des voix.
Par la suite il est parachuté successivement dans différentes circonscriptions.
Aux élections législatives de 2017, il se présente sans succès dans la deuxième circonscription de l'Oise, réunissant 45,3 % des voix au second tour face à Agnès Thill. Il brigue à nouveau un siège de député en 2020, lors d'une élection législative partielle dans la neuvième circonscription du Val-de-Marne : il est éliminé au premier tour avec 9 % des suffrages exprimés.
Lors des élections régionales de 2021, il est élu au conseil régional d'Île-de-France sur la liste de Jordan Bardella. Il démissionne de ce mandat en 2024 à la suite de son élection à l'Assemblée nationale, Gorete Varandas le remplaçant.
Il est candidat pour les élections législatives de 2022 dans la deuxième circonscription des Vosges. Avec 49,45 % des voix au second tour, il est battu par David Valence (Ensemble). Il se représente dans cette même circonscription lors des élections législatives anticipées de 2024, et termine premier au premier tour, devant le député sortant. Il est finalement élu député le 7 juillet 2024, avec 52,8 % des voix. Il laisse donc son siège de député européen, obtenu à la suite des élections européennes du 9 juin, à Christophe Bay, trente-troisième de la liste RN,.

### Élections législatives
| Année | Parti              | Parti | Circonscription | 1er tour | 1er tour | 1er tour | 2d tour | 2d tour | 2d tour |
| Année | Parti              | Parti | Circonscription | %        | Voix     | Position | %       | Voix    | Issue   |
| ----- | ------------------ | ----- | --------------- | -------- | -------- | -------- | ------- | ------- | ------- |
| 2017  |                    | FN/RN | 2e de l'Oise    | 25,53    | 10 684   | 2e       | 45,30   | 15 871  | Battu   |
| 2020  | 9e du Val-de-Marne | FN/RN | 9,00            | 595      | 5e       |          |         |         |         |
| 2022  | 2e des Vosges      | FN/RN | 28,73           | 9 762    | 2e       | 49,45    | 15 481  | Battu   |         |
| 2024  | 2e des Vosges      | FN/RN | 48,16           | 22 788   | 1er      | 52,77    | 25 048  | Élu     |         |

## Ligne politique
Gaëtan Dussausaye apparaît comme une figure de la dédiabolisation du Front national. Sans se dire gaulliste, il est un admirateur revendiqué de Charles de Gaulle,. Il se définit comme « patriote et souverainiste ». S'il est parfois présenté comme un proche de Florian Philippot,, Le Figaro le situe, au sein du FN, parmi « les non alignés, de par leur engagement ancien au Front, leur proximité personnelle avec la présidente du FN, soit par la neutralité prudente qu'ils ont observée dans les récents conflits ».
Interrogé peu après son accession à la présidence du FNJ sur la théorie du grand remplacement, il indique qu'il « ne [voit] pas un remplacement de peuple » mais « avant tout un remplacement de culture, à la base de la théorie de Renaud Camus, il y a un fondement racialiste, que nous ne considérons pas ». Cette prise de position lui attire de nombreuses réactions hostiles au sein du FNJ.
En 2014-2015, il se dit inspiré par Aristote, Rousseau, Spinoza, Boris Vian, Orwell et Marx — concernant ce dernier, « non par adhésion, mais pour avoir un argumentaire face à la gauche »,.
Après l'élection présidentielle de 2017, il dément toute « remise en cause » de la position du FN en faveur du retrait de la zone euro.